# Amen Thompson
Ameiz XLNC «Amen» Thompson (San Leandro, California, 30 de enero de 2003) es un baloncestista estadounidense que pertenece a la plantilla de los Houston Rockets de la NBA. Con 2,01 metros de estatura, juega en la posición de base. Es hermano gemelo del también jugador profesional Ausar Thompson.

## Trayectoria deportiva

### Overtime Elite
El 25 de mayo de 2021, Thompson firmó un contrato de dos años con Overtime Elite (OTE), una nueva liga profesional con sede en Atlanta con jugadores de entre 16 y 20 años. Se unió a la liga con su hermano Ausar, pasando por alto su último año de secundaria y universidad, porque sintió que lo prepararía mejor para la NBA. En la temporada 2021-22, Thompson jugó para el Equipo OTE, uno de los tres equipos de la liga, y promedió 14 puntos, 6,6 rebotes, 3,8 asistencias y 2,1 robos por partido.
En la temporada 2022-23 OTE jugó para los City Reapers junto al capitán del equipo Ausar, quien lo seleccionó con la primera elección en el draft de la liga. Promedió 16,4 puntos, 5,9 rebotes, 5,9 asistencias y 2,3 robos por partido y fue incluido en el mejor quinteto de la liga. El 21 de abril de 2023, se declaró elegible para el draft de la NBA, donde los analistas lo vieron como una posible selección entre los 10 primeros.

### Profesional
Fue elegido en la cuarta posición del Draft de la NBA de 2023 por los Houston Rockets. Junto a su hermano Ausar, fueron los dos primeros hermanos en la historia del draft en ser elegidos el mismo año en el top-5. El 14 de abril de 2024 consigue el primer triple doble de su carrera frente a Los Angeles Clippers, convirtiéndose en el primer novato de los Houston Rockets en hacerlo desde Steve Francis. Fue seleccionado para el segundo mejor quinteto de rookies de la NBA, y se convirtió en el quinto jugador de los Rockets en recibir el reconocimiento de Novato de la NBA en las últimas cuatro temporadas.
Durante su segundo año, fue elegido Defensor del Mes de enero de la Conferencia Oeste. Al término de la temporada 2024-25 fue incluido en el mejor quinteto defensivo de la NBA.

## Estadísticas de su carrera en la NBA

### Temporada regular
| Año     | Equipo  | PJ  | PT | MPP  | %TC  | %3P  | %TL  | RPP | APP | ROB | TPP | PPP  |
| ------- | ------- | --- | -- | ---- | ---- | ---- | ---- | --- | --- | --- | --- | ---- |
| 2023-24 | Houston | 62  | 23 | 22.4 | .536 | .138 | .684 | 6.6 | 2.6 | 1.3 | .6  | 9.5  |
| 2024-25 | Houston | 69  | 42 | 32.2 | .557 | .275 | .684 | 8.2 | 3.8 | 1.4 | 1.3 | 14.1 |
| Total   | Total   | 131 | 65 | 27.6 | .549 | .221 | .684 | 7.4 | 3.3 | 1.3 | 1.0 | 11.9 |

### Playoffs
| Año   | Equipo  | PJ | PT | MPP  | %TC  | %3P  | %TL  | RPP | APP | ROB | TPP | PPP  |
| ----- | ------- | -- | -- | ---- | ---- | ---- | ---- | --- | --- | --- | --- | ---- |
| 2025  | Houston | 7  | 7  | 33.0 | .494 | .250 | .694 | 6.9 | 3.3 | 1.7 | .9  | 15.7 |
| Total | Total   | 7  | 7  | 33.0 | .494 | .250 | .694 | 6.9 | 3.3 | 1.7 | .9  | 15.7 |